# 李重福
李重福（り じゅうふく、永隆元年（680年）- 景雲元年8月12日（710年9月9日））は、唐の皇族。第4代皇帝中宗の庶長子。生母は不詳。爵位は譙王。

## 生涯
皇太子には立てられず、成人して均州刺史（現・湖北省襄陽市）として赴任した。永淳2年（683年）に唐昌王に封じられ、聖暦3年（700年）に平恩王に転封される。長安4年（704年）には譙王に転封された。
韋皇后の子で異母弟の李重潤（懿徳太子）が妹と共に祖母の武則天に処刑されると、李重福は濮州の員外刺史に左遷された。景雲元年（710年）、韋皇后母娘が中宗を毒殺し君臨するも、従弟の李隆基（玄宗）らの決起で韋一門らは李隆基に殺されるが、李重福には何の音沙汰もなかった。李重福はこのことに疑問を抱いた。やがて、洛陽出身の張霊均と、たまたま韋皇后に嫌われて吏部侍郎（内務副長官）から江州中司馬として左遷された鄭愔、そして厳善思らによって李重福は擁立され、挙兵した。
挙兵後に、弟の李重茂（殤帝） が長安で叔父である相王の李旦（睿宗）に譲位した報を聞くが、張霊均と鄭愔と厳善思らは「殿下は先帝の嫡長子であらせられまするぞ。相王（李隆基）なんぞは所詮庶流です。お気をしっかりなされよ」と主君を励ました。しかし、洛陽にいた留台侍御史の李邕は、皇太子となった李隆基の厳命を受けて河南付近の各豪族たちに呼びかけ「諸君、譙王は亡き中宗の長男とはいえ、所詮は庶長子で罪を得て左遷した身である。皇太子殿下からは譙王の軍勢を壊滅せよとの命が発された。今こそ、譙王の軍勢を滅ぼして、富貴を手にする機会である」と檄を飛ばした。洛陽の豪族たちは李邕の傘下に入り、洛陽郊外の天津橋で譙王の軍勢を待機した。
やがて李重福の軍勢が洛陽に迫ると、天津橋で李邕らは李重福の軍勢を挟み撃ちにして、これを壊滅した。李重福は洛陽の東北方面に逃げたが、李邕の軍勢に追い詰められて河に入水投身して没した。享年31。
腹心の張霊均も力尽きて捕虜となり、鄭愔は女装して逃亡を図ったが、間もなく李邕の軍勢の捕虜となった。この両人は洛陽で処刑されたという。この時の張霊均は顔色を一つも変えずに堂々と死に臨んだが、逆に鄭愔は震え上がって助命を乞いてばかりだったという。これを見て張霊均は「蜂起が失敗に帰したのは、鄭愔のような輩と組んだことであったわ」と言った。ただし厳善思は助命されて流罪となった。
子の有無は不詳。